# Euneomys
Euneomys (Coues, 1874) è un genere di roditori della famiglia dei Cricetidi.

## Descrizione

### Dimensioni
Al genere Euneomys appartengono roditori di piccole dimensioni, con lunghezza della testa e del corpo tra 90 e 156 mm, la lunghezza della coda tra 53 e 103 mm e un peso fino a 122 g.

### Caratteristiche craniche e dentarie
Il cranio presenta un profilo dorsale convesso, la regione sopra-orbitale stretta, le arcate zigomatiche allargate posteriormente. Gli incisivi superiori sono larghi, opistodonti, ovvero con le punte rivolte verso l'interno e sono attraversati da un solco longitudinale, i molari superiori hanno 3 radici mentre quelli inferiori soltanto 2 ed hanno la corona alta.
Sono caratterizzati dalla seguente formula dentaria:

### Aspetto
Il corpo è tozzo e robusto, simile a quello delle arvicole. La pelliccia è lunga, soffice, densa e liscia. Le parti dorsali sono giallo-brunastre striate di nero, mentre le parti ventrali sono grigiastre con dei riflessi giallo-brunastri. gli occhi sono grandi e circondati da anelli scuri. Le orecchie sono relativamente corte. Le zampe posteriori sono larghe, con il dorso bianco, cinque dita fornite di corti artigli e con 6 cuscinetti ben sviluppati sulle piante, le quali sono prive di peli. La coda è lunga il 40-70 % della testa e del corpo, è brunastra sopra e bianca sotto, finemente ricoperta di peli ma senza un ciuffo terminale ben definito. Le femmine hanno 4 paia di mammelle. È presente la cistifellea.

## Distribuzione
Il genere è diffuso in Argentina e Cile.

## Tassonomia
Il genere comprende 2 specie:
- Euneomys chinchilloides
- Euneomys fossor